# EuroChallenge 2013/14
Die Saison 2013/14 war die 11. Spielzeit der von der FIBA Europa ausgetragenen EuroChallenge.
Den Titel gewann erstmals Grissin Bon Reggio Emilia aus Italien.

## Modus
Am Turnier nahmen 32 Mannschaften teil. Anders als in den Jahren zuvor musste keine Qualifikation gespielt werden. Die reguläre Saison wurde in acht Gruppen mit je 4 Mannschaften gespielt. Dabei wurde in zwei regionalen Konferenzen aufgeteilt. Die Gruppensieger und Tabellenzweiten spielten weiter in der zweiten Gruppenphase mit vier Gruppen à vier Teams, wobei sich die beiden Besten jeder Gruppe für das Viertelfinale qualifizierten. Die Viertelfinalspiele wurden nach dem „best of three“ Modus gespielt. Die Sieger der Viertelfinalspiele ermittelten in einem Final Four den Sieger des Turniers.

## Teilnehmer an der Hauptrunde
| Land (Liga)                  | Teams | Name (VJP1)                    | Name (VJP1)               | Name (VJP1)                   | Name (VJP1)    |
| ---------------------------- | ----- | ------------------------------ | ------------------------- | ----------------------------- | -------------- |
| Ungarn (NB I/A)              | 4     | Szolnoki Olaj KK (2)           | Atomerőmű SE (3)          | Jászberényi KSE (5)           | BC Körmend (6) |
| Niederlande (Eredivisie)     | 3     | Zorg en Zekerheid Leiden (1)   | Shoeters Den Bosch (3)    | GasTerra Flames2 (4)          |                |
| Rumänien (Divizia A)         | 3     | BC Mureș (2)                   | CSM Oradea (3)            | Gaz Metan Mediaș (4)          |                |
| Russland (SuperLeague / VTB) | 3     | Krasnye Krylja Samara (VTB, 6) | Triumph Ljuberzy (VTB, 7) | BK Ural Jekaterinburg (SL, 1) |                |
| Belgien (BLB)                | 2     | Okapi Aalstar (4)              | Antwerp Giants (5)        |                               |                |
| Estland (KML)                | 2     | Tartu Rock (2)                 | Rakvere Tarvas (3)        |                               |                |
| Finnland (Korisliiga)        | 2     | Kotkan Työväen Basket (2)      | Kataja Basket Club (3)    |                               |                |
| Frankreich (LNB Pro A)       | 2     | JDA Dijon (8)                  | Cholet Basket (10)        |                               |                |
| Türkei (TBL)                 | 2     | Tofaş Spor Kulübü (8)          | Royal Halı Gaziantep (9)  |                               |                |
| Bulgarien (NBL)              | 1     | Rilski Sportist (2)            |                           |                               |                |
| Dänemark (DBL)               | 1     | Bakken Bears (1)               |                           |                               |                |
| Italien (Serie A)            | 1     | Grissin Bon Reggio Emilia (6)  |                           |                               |                |
| Lettland (LBL)               | 1     | BK Ventspils (2)               |                           |                               |                |
| Österreich (ÖBB)             | 1     | BC Zepter Vienna (1)           |                           |                               |                |
| Schweden (SBL)               | 1     | Södertälje BBK (1)             |                           |                               |                |
| Slowenien (ABA)              | 1     | Krka Novo Mesto (1)            |                           |                               |                |
| Ukraine (SuperLeague)        | 1     | BK Kiew (14)                   |                           |                               |                |
| Belarus (WBL)                | 1     | Zmoki Minsk (1)                |                           |                               |                |

1: Vorjahresplatzierung in den nationalen Ligen

## 1. Gruppenphase
Die Spiele der ersten Gruppenphase fanden zwischen dem 5. November und dem 18. Dezember 2013 statt.
Um Reisewege und dadurch anfallende Kosten für die Teams zu vermindern, wurde in zwei regionalen Konferenzen gespielt:
- Die Gruppen A, C, E und G bestanden überwiegend aus Mannschaften des west-europäischen Raumes
- Die Gruppen B, D, F und H bestanden überwiegend aus Mannschaften des ost-europäischen Raumes

Für die Gruppenplatzierungen waren bei Mannschaften mit gleicher Anzahl von Siegen nicht das gesamte Korbpunktverhältnis, sondern nur das addierte Ergebnis im direkten Vergleich der Mannschaften untereinander entscheidend.

### Gruppe A
| Team                  | Sp | S | N | P+  | P-  |
| --------------------- | -- | - | - | --- | --- |
| 1. Antwerp Giants     | 6  | 4 | 2 | 461 | 432 |
| 2. JDA Dijon          | 6  | 4 | 2 | 425 | 396 |
| 3. Shoeters Den Bosch | 6  | 3 | 3 | 433 | 434 |
| 4. Rakvere Tarvas     | 6  | 1 | 5 | 389 | 446 |

### Gruppe B
| Team                     | Sp | S | N | P+  | P-  |
| ------------------------ | -- | - | - | --- | --- |
| 1. Royal Halı Gaziantep  | 6  | 4 | 2 | 456 | 423 |
| 2. Krasnye Krylja Samara | 6  | 4 | 2 | 493 | 447 |
| 3. CSM Oradea            | 6  | 3 | 3 | 463 | 465 |
| 4. Atomerőmű SE          | 6  | 1 | 5 | 407 | 484 |

### Gruppe C
| Team                 | Sp | S | N | P+  | P-  |
| -------------------- | -- | - | - | --- | --- |
| 1. Tartu Rock        | 6  | 4 | 2 | 478 | 408 |
| 2. BK Ventspils      | 6  | 4 | 2 | 420 | 419 |
| 3. Södertälje Basket | 6  | 3 | 3 | 441 | 473 |
| 4. BC Zepter Vienna  | 6  | 1 | 5 | 415 | 454 |

### Gruppe D
| Team                | Sp | S | N | P+  | P-  |
| ------------------- | -- | - | - | --- | --- |
| 1. Triumph Ljuberzy | 6  | 5 | 1 | 494 | 409 |
| 2. Gaz Metan Medias | 6  | 4 | 2 | 468 | 461 |
| 3. BK Kiew          | 6  | 2 | 4 | 456 | 478 |
| 4. BC Körmend       | 6  | 1 | 5 | 451 | 521 |

### Gruppe E
| Team                     | Sp | S | N | P+  | P-  |
| ------------------------ | -- | - | - | --- | --- |
| 1. Grissin Bon Reggiana  | 6  | 4 | 2 | 453 | 430 |
| 2. Kotkan Työväen Basket | 6  | 3 | 3 | 467 | 476 |
| 3. Okapi Aalstar         | 6  | 3 | 3 | 451 | 467 |
| 4. GasTerra Flames       | 6  | 2 | 4 | 446 | 444 |

### Gruppe F
| Team                     | Sp | S | N | P+  | P-  |
| ------------------------ | -- | - | - | --- | --- |
| 1. BK Ural Jekaterinburg | 6  | 5 | 1 | 482 | 444 |
| 2. KK Krka               | 6  | 4 | 2 | 425 | 398 |
| 3. Tofaş Spor Kulübü     | 6  | 3 | 3 | 451 | 425 |
| 4. Jászberényi KSE       | 6  | 0 | 6 | 377 | 468 |

### Gruppe G
| Team                        | Sp | S | N | P+  | P-  |
| --------------------------- | -- | - | - | --- | --- |
| 1. Cholet Basket            | 6  | 5 | 1 | 441 | 397 |
| 2. Bakken Bears             | 6  | 3 | 3 | 443 | 450 |
| 3. Kataja Basket Club       | 6  | 2 | 4 | 436 | 444 |
| 4. Zorg en Zekerheid Leiden | 6  | 2 | 4 | 396 | 425 |

### Gruppe H
| Team                       | Sp | S | N | P+  | P-  |
| -------------------------- | -- | - | - | --- | --- |
| 1. Zmoki Minsk             | 6  | 4 | 2 | 479 | 450 |
| 2. Szolnoki Olaj KK        | 6  | 4 | 2 | 441 | 434 |
| 3. BC Mureș                | 6  | 3 | 3 | 473 | 471 |
| 4. Rilski Sportist Samokow | 6  | 1 | 5 | 445 | 483 |

## 2. Gruppenphase (Last 16)
Die Spiele der Runde der letzten 16 fanden zwischen dem 14. Januar und dem 25. Februar 2014 statt.
Genau wie in der Vorrunde waren für die Gruppenplatzierungen bei Mannschaften mit gleicher Anzahl von Siegen nicht das gesamte Korbpunktverhältnis, sondern nur das addierte Ergebnis im direkten Vergleich der Mannschaften untereinander entscheidend.

### Gruppe I
| Team                     | Sp | S | N | P+  | P-  |
| ------------------------ | -- | - | - | --- | --- |
| 1. Tartu Rock            | 6  | 5 | 1 | 487 | 418 |
| 2. Krasnye Krylja Samara | 6  | 4 | 2 | 467 | 434 |
| 3. Antwerp Giants        | 6  | 3 | 3 | 454 | 461 |
| 4. Gaz Metan Medias      | 6  | 0 | 6 | 428 | 523 |

### Gruppe J
| Team                    | Sp | S | N | P+  | P-  |
| ----------------------- | -- | - | - | --- | --- |
| 1. Grissin Bon Reggiana | 6  | 4 | 2 | 484 | 441 |
| 2. Szolnoki Olaj KK     | 6  | 4 | 2 | 460 | 447 |
| 3. KK Krka              | 6  | 3 | 3 | 447 | 445 |
| 4. Cholet Basket        | 6  | 1 | 5 | 434 | 492 |

### Gruppe K
| Team                    | Sp | S | N | P+  | P-  |
| ----------------------- | -- | - | - | --- | --- |
| 1. Royal Halı Gaziantep | 6  | 6 | 0 | 446 | 366 |
| 2. Triumph Ljuberzy     | 6  | 4 | 2 | 424 | 414 |
| 3. BK Ventspils         | 6  | 1 | 5 | 385 | 427 |
| 4. JDA Dijon            | 6  | 1 | 5 | 404 | 432 |

### Gruppe L
| Team                     | Sp | S | N | P+  | P-  |
| ------------------------ | -- | - | - | --- | --- |
| 1. BK Ural Jekaterinburg | 6  | 5 | 1 | 487 | 460 |
| 2. Zmoki Minsk           | 6  | 4 | 2 | 537 | 430 |
| 3. Kotkan Työväen Basket | 6  | 2 | 4 | 445 | 521 |
| 4. Bakken Bears          | 6  | 1 | 5 | 456 | 513 |

## Viertelfinale
Das Viertelfinale wurde in einer best-of-three Serie gespielt. Die Spiele fanden am 11., 13. und 18. März 2014 statt.
| Spiel |                           | Gesamt |                       | 1. Spiel | 2. Spiel | 3. Spiel |
| ----- | ------------------------- | ------ | --------------------- | -------- | -------- | -------- |
| 1     | Tartu Rock                | 1:2    | Szolnoki Olaj KK      | 87:83    | 73:80    | 60:78    |
| 2     | Grissin Bon Reggio Emilia | 2:0    | Krasnye Krylja Samara | 75:63    | 73:71    |          |
| 3     | Royal Halı Gaziantep      | 2:0    | Zmoki Minsk           | 59:58    | 68:67    |          |
| 4     | BK Ural Jekaterinburg     | 0:2    | Triumph Ljuberzy      | 72:80    | 67:110   |          |

## Final Four

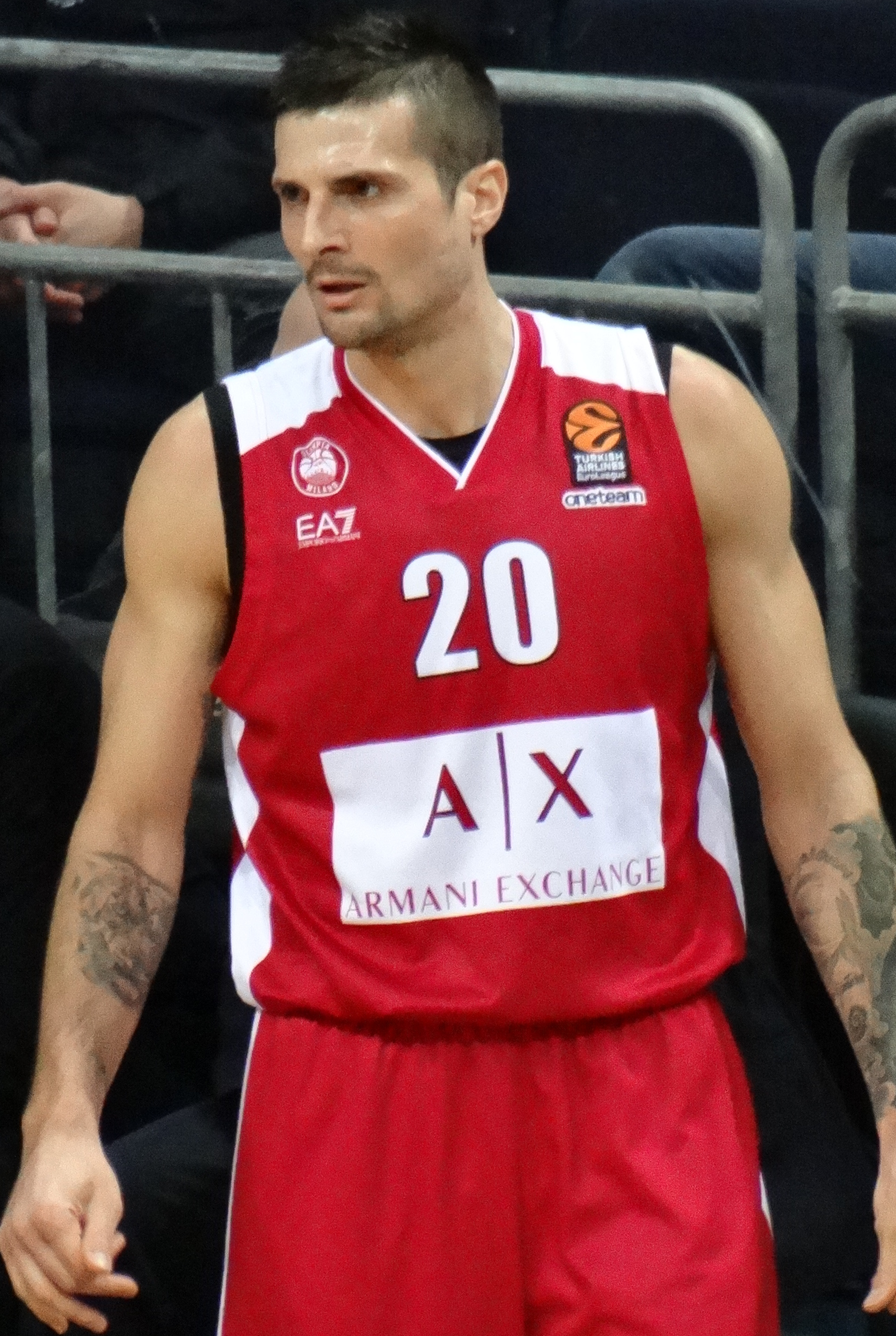
Final Four MVP: Andrea Cinciarini

Das Final Four wurde in der PalaDozza in Bologna ausgetragen. Die Halbfinalspiele fanden am 25. April, das Spiel um Platz 3 und das Finale am 27. April, statt.

|  | Halbfinale           | Halbfinale           |                      |    | Finale    | Finale    |
|  |                      |                      |                      |    |           |           |
|  | Szolnoki Olaj KK     | 59                   |                      |    |           |           |
|  | Triumph Ljuberzy     | 61                   |                      |    |           |           |
|  | 25. April            |                      |                      |    |           |           |
|  |                      |                      | 27. April            |    |           |           |
|  | Triumph Ljuberzy     | 65                   |                      |    |           |           |
|  |                      | Grissin Bon Reggiana | 79                   |    |           |           |
|  |                      |                      |                      |    |           |           |
|  | Spiel um Platz 3     |                      |                      |    |           |           |
|  | 25. April            | 25. April            | Szolnoki Olaj KK     | 75 |           |           |
|  | Grissin Bon Reggiana | 66                   | Royal Halı Gaziantep | 87 |           |           |
|  | Royal Halı Gaziantep | 55                   |                      |    | 27. April | 27. April |

### Final FourMVP
- Andrea Cinciarini (Grissin Bon Reggiana)